# Первая лига Беларуси по футболу 2020
Первая лига Беларуси по футболу 2020 — 30-е первенство среди белорусских команд Первой лиги, которое проводилось с 17 апреля по 21 ноября 2020 года. Путёвки в Высшую лигу получили речицкий «Спутник», ФК «Гомель» и ФК «Сморгонь».

## Регламент
В первенстве принимали участие 14 команд. Турнир проходил в 2 круга. Команды, занявшие 1-е и 2-е места, получали право на выход в Высшую лигу. Команда, занявшая 3-е место, сыграла переходные матчи с 14-й командой Высшей лиги. Победитель переходных матчей получал право на участие в Высшей лиге в 2021 году. Напрямую из Первой лиги не вылетала ни одна команда. Занявшая последнее место команда проводила переходные матчи с третьим призером Второй лиги.
Решением АБФФ матчи 15-го тура проходили без зрителей.

## Изменения по сравнению с предыдущим сезоном
Клубы, вышедшие в Высшую лигу по итогам сезона 2019:
- «Белшина» (Бобруйск) — 1-е место в Первой лиге сезона 2019.
- «Смолевичи» — 2-е место в Первой лиге сезона 2019.
- «Рух» (Брест) — 3-е место в Первой лиге сезона 2019.

Клубы, покинувшие Высшую лигу по итогам сезона 2019:
- «Гомель» — 15-е место в Высшей лиге сезона 2019.

Клубы, вышедшие в Первую лигу из Второй лиги по итогам сезона 2019:
- «Арсенал» (Дзержинск) — 1-е место во Второй лиге сезона 2019.
- «Ошмяны-БГУФК» — 2-е место во Второй лиге сезона 2019.

Клубы, покинувшие Первую лигу по итогам сезона 2019:
- «Барановичи» — 15-е место в Первой лиге сезона 2019.

По регламенту в Первой лиге должны были играть 16 команд, но покинувшие в предыдущем сезоне Высшую лигу могилёвский «Дняпро» и минское «Торпедо» были расформированы.
Занять освободившиеся места федерация предложила 3-й и 4-й командам Второй лиги — «Молодечно-2018» и «Андердог» (Чисть). Но 13 февраля Молодечненский райисполком принял решение объединить эти команды для оптимизации финансирования, а в начале марта основной спонсор «Андердога» вышел из проекта, в результате чего в Первой лиге осталось 14 команд.
11 марта стало известно, что минский НФК получил разрешение на использование своего исторического названия — НФК «Крумкачи».

## Участники

### Тренеры и капитаны команд
| Клуб         | Главный тренер         | Капитан               | Отставки тренеров                   |
| ------------ | ---------------------- | --------------------- | ----------------------------------- |
| Арсенал      | Павел Кирильчик (и.о.) | Дмитрий Осипенко      | Сергей Яскович (после 16-го тура)   |
| Волна        | Вадим Беленко          | Артём Татаревич       |                                     |
| Гомель       | Иван Биончик           | Руслан Юденков        |                                     |
| Гранит       | Олег Король            | Станислав Гнедько     |                                     |
| НФК Крумкачи | Сергей Кузьминич       | Павел Гречишко        |                                     |
| Лида         | Юрий Каратай           | Алексей Добровольский |                                     |
| Локомотив    | Андрей Горовцов        | Андрей Кухарёнок      |                                     |
| Нафтан       | Тарас Чопик            | Алексей Плясунов      |                                     |
| Орша         | Николай Бранфилов      | Алексей Тупчий        | Александр Вопсев (после 22-го тура) |
| Ошмяны-БГУФК | Антуан Майоров         | Януш Ладутько         |                                     |
| Слоним-2017  | Леонид Лагун           | Артур Чудук           |                                     |
| Сморгонь     | Вячеслав Геращенко     | Владислав Козко       |                                     |
| Спутник      | Вячеслав Левчук        | Игорь Ясинский        |                                     |
| Химик        | Олег Черепнев          | Максим Дашук          |                                     |

### Иностранные игроки
Из статуса легионера были выведены футболисты, которые постоянно проживали в Беларуси и выступали здесь на протяжении трёх лет до достижения 25-летнего возраста. Ранее исполком АБФФ принял решение не считать россиян, а также иностранных студентов белорусских ВУЗов легионерами в чемпионате страны.
| Клуб         | Игрок 1             | Игрок 2           | Игрок 3         | Игрок 4         | Игрок 5              |
| ------------ | ------------------- | ----------------- | --------------- | --------------- | -------------------- |
| Арсенал      | Юрий Мамаев         | Игорь Воронков    |                 |                 |                      |
| Волна        | Искандар Заробеков  | Алексей Воловик   | Михаил Губанов  | Владислав Скляр |                      |
| Гомель       | Дмитрий Терещенко   | Александр Батищев | Мурат Хотов     | Дмитрий Митрога |                      |
| Гранит       | Андрей Стрижеус     | Давид Саенко      |                 |                 |                      |
| НФК Крумкачи | Евгений Чеботаренко | Кристиан Интсоен  |                 |                 |                      |
| Лида         | Кирилл Карпов       | Антон Лазарев     | Роман Слесарёв  | Матвей Лямкин   | Мухаммаджон Лоиков   |
| Локомотив    | Илья Шабанов        | Антон Иванов      | Максим Петров   |                 |                      |
| Нафтан       | Абдулазиз Лаваль    | Никита Козлов     | Александр Шубин |                 |                      |
| Орша         | Станислав Иршев     | Алексей Тупчий    | Илья Грищенко   | Денис Ржевский  |                      |
| Ошмяны-БГУФК | Арсений Концедайлов |                   |                 |                 |                      |
| Слоним-2017  | Тимур Сикоев        | Сергей Гузов      | Александр Орлов |                 |                      |
| Сморгонь     | Михаил Рыбалко      | Владимир Зубарев  |                 |                 |                      |
| Спутник      | Виктор Утюжников    | Андрей Бежонов    |                 |                 |                      |
| Химик        | Автандил Лабадзе    | Азамат Кобесов    | Муса Ибрагимов  | Эрнест Лукив    | Гаджимурад Абдуллаев |

## Стадионы
| Гомель              | Ошмяны-БГУФК         | Волна                    | Гранит               | Лида              |
| ------------------- | -------------------- | ------------------------ | -------------------- | ----------------- |
| Центральный, Гомель | ФОК, Ошмяны          | «Волна», Пинск           | «Полесье», Лунинец   | «Старт», Лида     |
| Вместимость: 14 307 | Вместимость: 500     | Вместимость: 3136        | Вместимость: 3090    | Вместимость: 3000 |
|                     |                      |                          |                      |                   |
| Локомотив           | Нафтан               | Орша                     | Арсенал              | Слоним-2017       |
| «Локомотив», Гомель | «Атлант», Новополоцк | ЦСК «Оршанский», Орша    | Городской, Дзержинск | «Юность», Слоним  |
| Вместимость: 750    | Вместимость: 4522    | Вместимость: 2582        | Вместимость: 1100    | Вместимость: 2220 |
|                     |                      |                          |                      |                   |
| Сморгонь            | Химик                | НФК Крумкачи             | Спутник              |                   |
| «Юность», Сморгонь  | «Химик», Светлогорск | СОК «Олимпийский», Минск | Центральный, Речица  |                   |
| Вместимость: 3500   | Вместимость: 2500    | Вместимость: 1500        | Вместимость: 3000    |                   |
|                     |                      |                          |                      |                   |

## Итоговая таблица
| М  | Команда              | И  | В  | Н | П  | Мячи    | ±   | О  | Примечания                                         |
| -- | -------------------- | -- | -- | - | -- | ------- | --- | -- | -------------------------------------------------- |
| 1  | Спутник (Речица)     | 26 | 19 | 4 | 3  | 50 − 18 | +32 | 61 | Выход в Высшую лигу                                |
| 2  | Гомель               | 26 | 18 | 5 | 3  | 60 − 20 | +40 | 54 | Выход в Высшую лигу                                |
| 3  | НФК Крумкачи (Минск) | 26 | 16 | 4 | 6  | 46 − 28 | +18 | 52 | Участие в переходных матчах за выход в Высшую лигу |
| 4  | Арсенал (Дзержинск)  | 26 | 13 | 7 | 6  | 41 − 28 | +13 | 46 |                                                    |
| 5  | Локомотив (Гомель)   | 26 | 13 | 6 | 7  | 56 − 38 | +18 | 45 |                                                    |
| 6  | Сморгонь             | 26 | 10 | 6 | 10 | 29 − 26 | +3  | 36 | Выход в Высшую лигу                                |
| 7  | Лида                 | 26 | 9  | 7 | 10 | 37 − 42 | −5  | 31 |                                                    |
| 8  | Слоним-2017          | 26 | 8  | 6 | 12 | 22 − 32 | −10 | 30 |                                                    |
| 9  | Волна (Пинск)        | 26 | 7  | 6 | 13 | 41 − 52 | −11 | 27 |                                                    |
| 10 | Ошмяны-БГУФК         | 26 | 6  | 8 | 12 | 35 − 43 | −8  | 26 | Расформирован                                      |
| 11 | Орша                 | 26 | 7  | 6 | 13 | 30 − 42 | −12 | 24 |                                                    |
| 12 | Нафтан (Новополоцк)  | 26 | 10 | 6 | 10 | 36 − 43 | −7  | 21 |                                                    |
| 13 | Гранит (Микашевичи)  | 26 | 4  | 5 | 17 | 21 − 52 | −31 | 17 | Выбывание во Вторую лигу                           |
| 14 | Химик (Светлогорск)  | 26 | 2  | 4 | 20 | 12 − 52 | −40 | 1  | Расформирован                                      |

И — игры, В — выигрыши, Н — ничьи, П — проигрыши, Мячи — забитые и пропущенные голы, ± — разница голов, О — очки

## Переходные матчи за место в Первой лиге
| Команда 1           | Итог | Команда 2      | 1-й матч | 2-й матч |
| ------------------- | ---- | -------------- | -------- | -------- |
| Химик (Светлогорск) | 4:0  | Молодечно-2018 | 0:0      | 4:0      |

## Статистика сезона
| Место | Игрок              | Клуб         | Голы |
| ----- | ------------------ | ------------ | ---- |
| 1     | Андрей Соловей     | Локомотив    | 20   |
| 2     | Артём Васьков      | Гомель       | 16   |
| 3     | Дмитрий Гомза      | Гомель       | 14   |
| 4     | Валерий Потороча   | Спутник      | 13   |
| 5     | Ян Сенкевич        | Лида         | 10   |
| 5     | Искандар Заробеков | Волна        | 10   |
| 5     | Павел Кленьё       | Локомотив    | 10   |
| 5     | Павел Демидчик     | Ошмяны-БГУФК | 10   |
| 5     | Артём Кийко        | Арсенал      | 10   |

| Место | Игрок            | Клуб         | Г+П       |
| ----- | ---------------- | ------------ | --------- |
| 1     | Андрей Соловей   | Локомотив    | 25 (20+5) |
| 1     | Артём Васьков    | Гомель       | 25(16+9)  |
| 3     | Дмитрий Гомза    | Гомель       | 23 (14+9) |
| 4     | Валерий Потороча | Спутник      | 20 (13+7) |
| 5     | Павел Демидчик   | Ошмяны-БГУФК | 14 (10+4) |
| 5     | Михаил Колядко   | НФК Крумкачи | 14 (5+9)  |
| 5     | Артём Мироевский | Арсенал      | 14 (5+9)  |

| Место | Игрок             | Клуб         | ГП |
| ----- | ----------------- | ------------ | -- |
| 1     | Александр Батищев | Гомель       | 11 |
| 2     | Денис Козловский  | Локомотив    | 10 |
| 3     | Артём Васьков     | Гомель       | 9  |
| 3     | Дмитрий Гомза     | Гомель       | 9  |
| 3     | Михаил Колядко    | НФК Крумкачи | 9  |
| 3     | Артём Мироевский  | Арсенал      | 9  |

| Место | Игрок              | Клуб        | СМ |
| ----- | ------------------ | ----------- | -- |
| 1     | Владимир Пятигорец | Спутник     | 11 |
| 2     | Павел Щербаченя    | Сморгонь    | 10 |
| 3     | Максим Шишлов      | Слоним-2017 | 8  |
| 3     | Олег Ковалёв       | Гомель      | 8  |

Источник championship.abff.by Архивная копия от 20 апреля 2020 на Wayback Machine